# باللی‌قشلاق
باللی‌قشلاق یکی از روستاهای استان آذربایجان شرقی است که در دهستان نقدوز بخش فندقلو شهرستان اهر واقع شده‌است.این روستا ۴۵۳ نفر جمعیت دارد.